# Stema Belarusului

Stema Belarusului

Emblema națională a Belarusului are o panglică în culorile steagului național, o hartă a Belarusului, spice de grâu și o stea roșie. Uneori este denumită stema Belarusului, deși în termeni heraldici aceasta este inexactă, deoarece emblema nu respectă regulile heraldicii convenționale. Emblema este o aluzie la una care a fost utilizată de RSS bielorusească, proiectată de Ivan Dubasov în 1950, cea mai mare schimbare fiind înlocuirea ciocanului și secerei comuniste cu o hartă contur a Belarusului.
În ciuda faptului că bielorușii împărtășesc o identitate etnică distinctă și o limbă, nu au avut niciodată o suveranitate politică înainte de 1991, cu excepția unei scurte perioade din 1918, când Republica Populară Belarusă de scurtă durată a folosit călărețul ca emblemă. Simbolurile naționale bieloruse unice nu au fost create ca urmare a stăpânirii străine a teritoriilor bieloruse de Prusia, Polonia, Lituania și Rusia până în secolul al XX-lea.
Stema Belarusului a fost adoptată în 14 mai 1995

Sigiliul prințului Polotsk Narimunt. 1330
Sigiliul prințului Pskov Alexandru Mihailovici 1331
Călăreț cu sigiliul Marelui Duce al Lituaniei Sigismund Keistutovich, 1432
1581
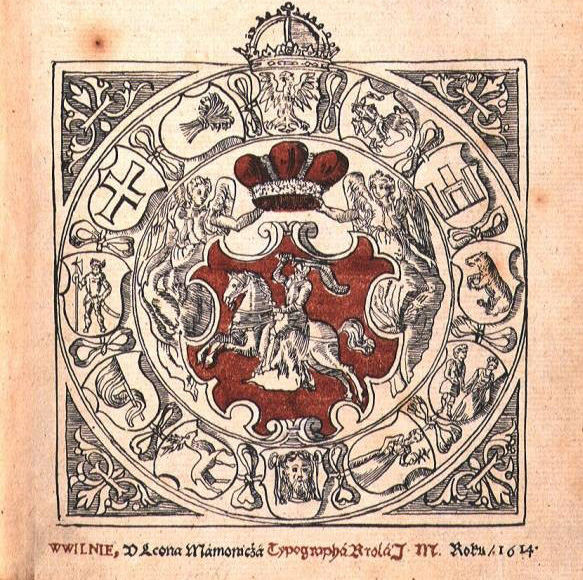
Stema din Constituția Marele Ducat al Lituaniei, 1614
Stema Guvernământul Polotsk, 1781
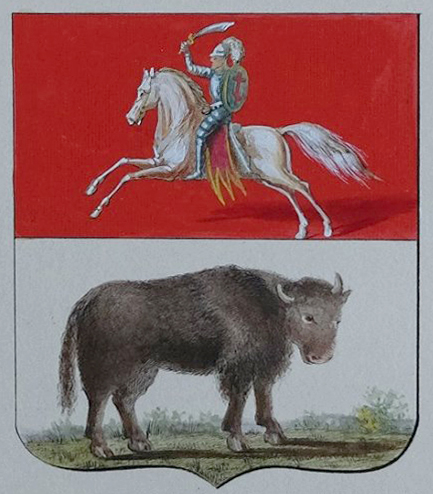
Stema Guvernământul Grodno, 1802
Stema Guvernământul Vitebsk, 1856
Stema Guvernământul Vilna, 1878
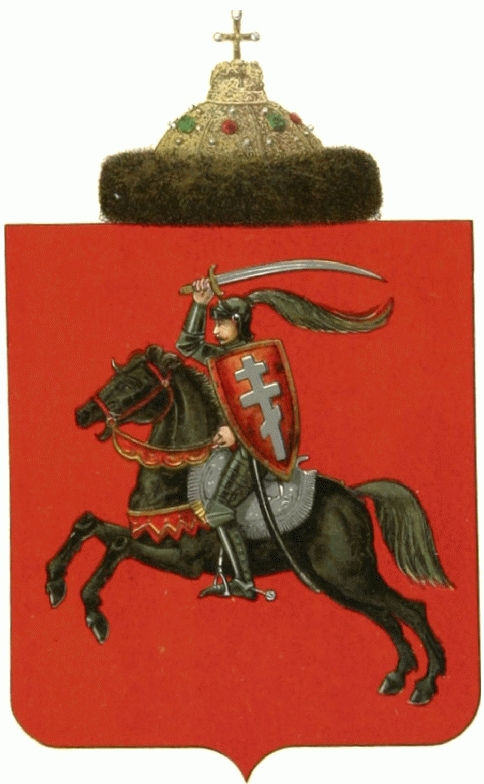
Stema principatului Poloțk (stema lui V. Durasov, 1906)
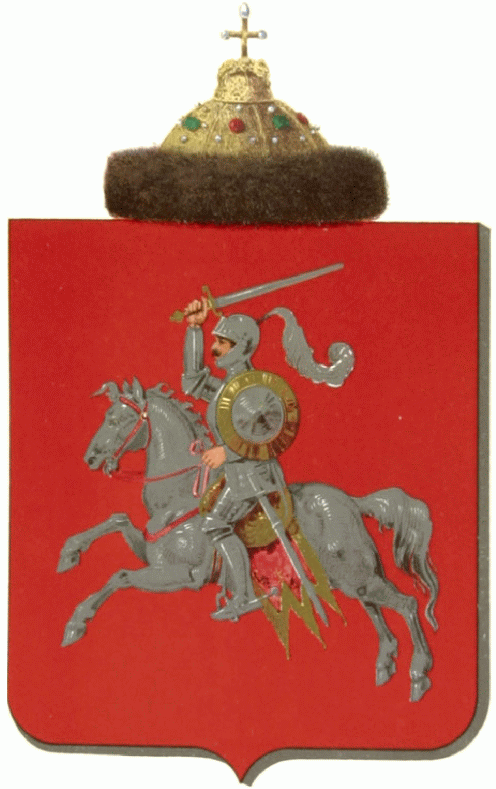
Stema principatului Vitebsk (stema lui V. Durasov, 1906)
Republica Populară Belarus. 1918
1943-1944
Republica Sovietică Socialistă Belarusă
1991-1995